# ヘキサシクリノール
ヘキサシクリノール（hexacyclinol）は、真菌Panus rudisから単離された天然物である。2006年にJohn Porco, Jr. によって全合成されるまでその提案された化学構造について激しい論争があった。

## 構造に関する論争

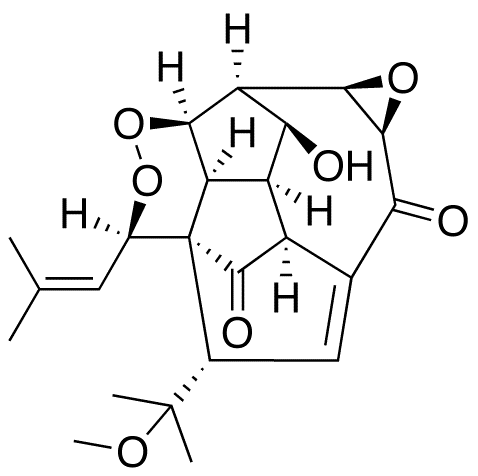
Gräfeによって提案され、La Clairが合成したと主張したヘキサシクリノールの構造 (2)

天然物化学者のUdo Gräfeは、シベリアの倒木からP. rudis HKI 0254の試料を収集し、この試料からヘキサシクリノールを単離した。Gräfeのグループの2002年の論文は、この化合物ががん細胞株に対する抗増殖剤として働くことを示し、2の化学構造を提案した 。
2006年にJames J. La Clairによって、1H核磁気共鳴（NMR）スペクトルに基づいてGräfeの提案した構造を合成したと主張する、最初の全合成論文が発表された。天然物化学者のScott D. Rychnovskyは、Gräfeによって提案された構造の13C核磁気共鳴スペクトルのシミュレーションを行い、La Clairによって合成されたと主張されている構造のスペクトルと一致しないことを見出した。RychnovskyはP. rudisの異なる菌株から単離されたパネポフェナントリン (panepophenanthrin) に基づいて、異なる構造 1 を提案した。科学界ではその後、La Clairの研究についてずさん、あるいはLa Clairがデータを捏造したとして、批判が始まった。La Clairの2006年の論文は、2012年に撤回された。
2006年、John Porco, Jr.のグループが、Rychnovskyの提案した構造を合成した。Porco, Jr.らは、1H- ならびに13C-NMRスペクトルがGräfeによって単離された化合物のものと一致することを示し、Rychnovskyの構造を裏付けた。La Clairは、2つの構造が異性体であったために似た1H-NMRスペクトルを持っていた可能性がある、と主張した。しかしながら、SaielliとBagnoによる2009年の論文では、化合物1と2の1H- ならびに13C-NMRスペクトルには顕著な違いがある、と計算化学的手法によって予測されている。